# Cachoeiras
Cachoeiras ist ein Ort und eine ehemalige Gemeinde (Freguesia) im portugiesischen Kreis Vila Franca de Xira. Die Gemeinde hatte 769 Einwohner (Stand 30. Juni 2011).
Am 29. September 2013 wurden die Gemeinden Cachoeiras und Castanheira do Ribatejo zur neuen Gemeinde União das Freguesias de Castanheira do Ribatejo e Cachoeiras zusammengeschlossen.